# Chora sundana
Chora sundana är en fjärilsart som beskrevs av Felder 1872. Chora sundana ingår i släktet Chora och familjen trågspinnare. Inga underarter finns listade i Catalogue of Life.